# Vaudaire
Der Vaudaire (französisch la vaudaire) ist ein kräftiger bis stürmischer Wind in der Region am Genfersee.
Der gelegentlich aus südlicher Richtung aus den Alpen durch das Rhonetal und das Chablais über das Seebecken fließende Wind kann durch drei verschiedene meteorologische Ursachen hervorgerufen werden. Einerseits kann bei einer Großwetterlage mit einem über den Alpenkamm strömenden Wind Föhn im Rhonetal entstehen, der dann als starker trockener und warmer Wind erscheint. Und andererseits können bei kräftigen Gewittern im unteren Wallis kühle, feuchte Sturmwinde zum Genfersee hin auftreten. Und drittens kommt es vor, dass bei Regenfällen im Wallis und gleichzeitig im Gebiet der Voralpen liegender warmer Luft ein Kaltwind durch das Rhonetal abfließt und ebenfalls den See erreicht.
Der Vaudaire richtet manchmal erhebliche Sachschäden in der Region am Genfersee und an den Schiffen auf dem See an, so wie am Mittwoch, dem 12. August 2020.
Vaudaire war auch der Name eines Frachtschiffs auf dem Genfersee vom Typ barque du Léman, das von 1894 bis 1952 vor allem für den Transport von Steinen aus den Steinbrüchen von Meillerie eingesetzt wurde.